# 北海道道220号歌登咲来停車場線
北海道道220号歌登咲来停車場線（ほっかいどうどう220ごう うたのぼりさっくるていしゃじょうせん）は、北海道枝幸郡枝幸町と中川郡音威子府村を結ぶ一般道道（北海道道）である。

## 概要

### 路線データ
- 起点：北海道枝幸郡枝幸町歌登中央（北海道道12号枝幸音威子府線交点）
- 終点：北海道中川郡音威子府村咲来（JR北海道 宗谷本線 咲来駅）
- 総延長：25.060 km
- 実延長：25.012 km
- 重用延長：0.048 km

## 歴史
- 1954年（昭和29年）3月30日 - 99号として路線認定[1]。
- 1989年（平成元年）5月22日 - 咲来峠部分の区間を変更[2]。曲線部の多かった区間を直線化。
- 1994年（平成6年）10月1日 - 路線番号を220号に変更[3]。

## 路線状況

### 道路施設

#### 主な橋梁
- 幸橋（61 m、北見幌別川、枝幸町歌登中央）
- 祥雲橋（51 m、北見幌別川、枝幸町歌登中央）
- 本幌別橋（49 m、北見幌別川、枝幸町歌登本幌別）
- 朗詠橋（5 m、田中ノ沢川、枝幸町歌登本幌別）
- 緑陰橋（15 m、エキテイノ沢川、枝幸町歌登本幌別）
- 小宮橋（15 m、無名川、枝幸町歌登本幌別）
- 大和橋（32 m、パンケサックル川、音威子府村咲来）
- 弥生橋（36 m、パンケサックル川、音威子府村咲来）
- ぱんけ橋（22 m、ホロカパンケサックル川、音威子府村咲来）

## 地理

### 通過する自治体
- 宗谷総合振興局
  - 枝幸郡枝幸町
- 上川総合振興局
  - 中川郡音威子府村

### 交差する道路
枝幸町
- 北海道道12号枝幸音威子府線 - 歌登中央（起点）
- 北海道道764号本幌別上毛登別線 - 本幌別

音威子府村
- 国道40号 - 咲来

### 主な峠
- 咲来峠

### 沿線にある施設など
音威子府村
- JR北海道 宗谷本線 咲来駅 - 字咲来